# تپه پا چیا غلام‌آباد
تپه پا چیا غلام آباد مربوط به هزاره ۴ و ۵ ه.ق است و در شهرستان سلسله، بخش فیروز آباد، دهستان فیروزآباد، ۳۰۰ متری شمال شرق روستای غلام آباد خیاط واقع شده و این اثر در تاریخ ۲۲ اسفند ۱۳۸۵ با شمارهٔ ثبت ۱۸۲۵۵ به‌عنوان یکی از آثار ملی ایران به ثبت رسیده است.